# شاهدخت توچی
شاهدخت توچی ((به ژاپنی: 十市皇女 Princess Tōchi); c. 648/653 – ۳ مهٔ ۶۷۸ (سن ۲۵–۳۰)) یک زن از دودمان یاماتو دختر امپراتور تنمو و همسر پسرعمویش امپراتور کوبون (شاهزاده اوتومو) اهل ژاپن در دوره آسوکا بود. شوهر او توسط پدرش امپراتور تنمو در طی شورش جینشین مجبور به خودکشی شد.
پس از مرگ شوهرش همراه با پسرش به آسوکا برگشت و با مادرش زندگی کرد.